# Anvon kogurjói király
Anvon (Anwon) (? – 545) az ókori Kogurjo (Goguryeo) állam huszonharmadik királya volt.

## Élete
Mundzsa (Munja) második fiaként született, bátyját, Andzsang (Anjang) királyt követte a trónon, mivel annak nem született fia.
Amikor 534-ben Északi Vej (Wei) két országra (Keleti Vej (Wei), Nyugati Vej (Wei)) szakadt, óvatos politikával egyensúlyban tartotta a békét Keleti Vej (Wei)jel és a Liang-dinasztiával. Pekcse (Baekje) és Silla ekkortájt fogott össze Kogurjo (Goguryeo) ellen, 540-ben pedig megtámadták Uszan (Usan) várát (우산성, 牛山城). A támadást Anvon (Anwon) sikeresen visszaverte, 5000 fős sereggel.
Uralkodása ideje alatt rendkívül extrém időjárás jellemezte a félszigetet, sújtotta aszály, árvíz, földrengés, több járvány és sáskainvázió. Éltének utolsó éveiben udvari intrikákba keveredett, mivel első királynéja nem szült fiúgyermeket, ezért a második és harmadik felesége mindenáron a saját fiát próbálta meg trónörökösnek kineveztetni. A frakciók az udvarban az egyik vagy másik herceget támogatták, a küzdelem végül véres csatákba torkolt, melyekben több ezren életüket vesztették. Valószínűsíthető, hogy a királyt is az egyik ilyen harc során ölték meg.
Innentől a királyság jelentősen meggyengült.